# Razac-d'Eymet
Razac-d'Eymet là một xã của Pháp, nằm ở tỉnh Dordogne trong vùng Aquitaine của Pháp.

## Hành chính
| Danh sách các xã trưởng                |             |             |      |                   |
| Giai đoạn                              | Giai đoạn   | Tên         | Đảng | Tư cách           |
| tháng 3 năm 2001                       | đương nhiệm | Guy Simonet | PCF  | retraité agricole |
| Tất cả các dữ liệu trước đây không rõ. |             |             |      |                   |

## Thông tin nhân khẩu
| Năm    | 1962 | 1968 | 1975 | 1982 | 1990 | 1999 | 2005 |
| ------ | ---- | ---- | ---- | ---- | ---- | ---- | ---- |
| Dân số | 367  | 335  | 281  | 288  | 266  | 282  | 276  |

}}